# Sant Pau Vell (Sant Pau de Segúries)
Sant Pau Vell és una església al terme municipal de Sant Pau de Segúries (Ripollès) inclosa en l'Inventari del Patrimoni Arquitectònic de Catalunya. De la primera església de Sant Pau, hi ha notícies en el segle X; en el segle xii se'n construeix una altra, la durada de la qual arriba fins al 1688, data en què fou enderrocada per a construir-hi l'actual, que es beneeix l'any 1693.
De planta rectangular amb tres naus, una central gran i dues laterals més petites que s'obren a la central mitjançant arcades. La nau central és coberta amb volta de canó. Pels falsos nervis d'arcs i les falses claus de volta, hom pensa que es tracta d'una falsa volta feta amb maons, i que la coberta real sigui amb cabirons de fusta coberts amb teula àrab. La separació entre les arcades de les naus laterals (quasi capelles) està formada per pilastres rematades amb una senzilla motllura, i des de cada pilastra surten els arcs de la volta. A la part de l'atri hi ha un cor tot construït en fusta. L'orientació de l'església és la de l'originària romànica, amb la porta d'accés cara al sud. El campanar, que s'aixeca sobre la porta, és molt pesat i massís.
Adossada al seu costat, hi ha l'antiga rectoria, reconvertida en casa de colònies, amb diversos annexos al seu voltant. És un edifici de tres plantes a dues vessants i llindes de pedra.
L'Esquellerida és una roda de fusta amb quatre eixos, que suporten dotze campanes petites, de dimensions i sons diferents. La roda té un suport de fusta fixat a la paret, on és agafat mitjançant un eix de ferro, acabat externament en forma helicoïdal, que li permet de girar lliurement, tot estirant una corda lligada a l'extrem de l'eix.
L'origen de l'Esquellerida es remunta a l'edat mitjana, si bé els que resten en l'actualitat corresponen generalment a l'època barroca. La funció d'aquests instruments musicals era la de sonar en diferents moments dels oficis religiosos, com ara el Glòria i la consagració, en senyal de joia. Oposat a aquest instrument, hi ha la matraca, que servia per a denotar tristor; el seu so era de fusta.